# Достояние республики (фильм)
«Достоя́ние респу́блики» — советский двухсерийный приключенческий художественный фильм 1971 года режиссёра Владимира Бычкова. Детективный сюжет разворачивается во времена Гражданской войны в России. Премьера в СССР — 24 апреля 1972 года. 

## Сюжет

### Первая серия
1918 год. Представители советской власти реквизировали в имении князя Тихвинского коллекцию художественных ценностей. Коллекцию переправили в Петроград, но, когда в музее вскрыли ящики, выяснилось, что сокровища бесследно исчезли. Через два года у уличного продавца в Петрограде обнаруживают картину из пропавшей коллекции. Дело возвращают из архива и поручают расследование сотруднику уголовного розыска Макару Овчинникову. В то же время из монастыря забирают мальчика-иконописца Иннокентия, чтобы отдать его в обучение. Судьба приводит Иннокентия в Петроград, где он остаётся жить в детском доме. Там он знакомится с авантюристом Шиловским по прозвищу Маркиз, который привязывается к мальчику. Кешка помогает Маркизу и бывшему управляющему князя Тараканову в поисках каких-то ящиков, не зная, что в них находится. Тараканов и Маркиз находят коллекцию в фамильном склепе Тихвинских. Тараканов решает продать ценности за границей и шантажом заставляет работать на себя Маркиза. На барже под номером 777 они увозят коллекцию из Петрограда. Одновременно с Уголовным розыском свои поиски начинает Прокофий Доброво, отставной криминалист царской выучки.

### Вторая серия
С баржи Маркиз и Тараканов перегружают сокровища на поезд. Овчинников организует слежку за поездом и во время путешествия знакомится с Кешей, который бежит с друзьями-беспризорниками в Крым. На станции во время разгрузки Овчинников собирался взять преступников, но они неожиданно устроили пожар в пакгаузе и сымитировали уничтожение груза. Доброво, осмотрев место происшествия, подсказывает Макару, что ценности не сгорели, поиск нужно продолжать. Преступники прибились к труппе бродячего цирка, чтобы вместе с ним пробраться поближе к государственной границе. Маркиз, стрелок-виртуоз, показывает номера невиданной меткости, Кешка ему ассистирует, а Тараканов заведует кассой, поэтому у него отдельный фургон, который всегда под замком, там он и прячет коллекцию. Макар Овчинников, исполнив оригинальный номер, тоже становится артистом труппы. При попытке сбежать с таракановским фургоном Макар попадает в плен к бандитам атамана Лагутина. Главарь банды допрашивает пленного и, узнав, что он красный, устраивает ему испытание «русской рулеткой». Макару везёт, и атаман дарит ему один день жизни.
В монастырь, где базируются бандиты, проникает под видом нищего-инвалида Маркиз. Он пытается угнать фургон, но сам попадает в руки бандитов. На следующее утро Маркиза и Макара собираются казнить. Издеваясь над ними, Лагутин предлагает Шиловскому расстрелять несколько статуй из коллекции, и тогда, может быть, заслужить пощаду. Маркиз соглашается. Получив в руки наган, он исполняет свой последний, смертельный номер — стреляет не в статую, а в атамана. Бандиты тут же расстреливают Маркиза. В возникшей суматохе Кешка освобождает Макара, они укрываются в монастырской колокольне и держат оборону. В последний момент на помощь приходит красная конница вместе с цирковыми артистами. Тараканов во время боя угоняет свой фургон. В глухом месте он открывает повозку, чтобы проверить груз, но вместо ящиков с коллекцией находит там только труп атамана Лагутина.

## В ролях

### В главных ролях
- Олег Табаков — Макар Овчинников, молодой сотрудник угрозыска
- Андрей Миронов — Шиловский, он же Маркиз, бывший учитель фехтования
- Спартак Мишулин — Илья Спиридонович Тараканов, управляющий у князей Тихвинских
- Юрий Толубеев — Прокофий Филиппович Доброво, криминалист «старой школы»
- Витя Галкин — Кешка, беспризорник

### В ролях
- Евгений Евстигнеев — Карл Генрихович Витоль, начальник угрозыска
- Игорь Кваша — атаман банды Лагутин
- Ольга Жизнева — княгиня Ирина Константиновна Тихвинская
- Людмила Крылова — Анна Спиридоновна (Нюра, Нюша), воспитательница в детском доме
- Михаил Екатерининский — директор музея
- Сергей Плотников — матрос Петровых
- Николай Сергеев — Данила Косой, иконописец

### В эпизодах
- Галина Булкина — чекистка
- Вася Бычков — Булочка
- Инга Буткевич — чекистка
- Виктор Волков — оператор киногруппы
- Михаил Волков — покупатель коллекции
- Владимир Грамматиков — фокусник
- Светлана Вершинина
- Вера Головина — экскурсовод
- Станислав Житарев — чекист
- Галина Инютина — жена Доброво
- Виктор Колпаков — Букетов («Митрич»), плотник
- А. Капличенко
- Лидия Королёва — прачка
- Борис Лёскин
- Анна Лисянская — женщина, купившая часы
- Пётр Меркурьев — Боржомский, ассистент кинорежиссёра
- Георгий Милляр — пожилой железнодорожник / попугай (озвучивание)
- Юрий Потёмкин — силач в цирке
- Николай Романов — продавец оружия
- Семён Сафонов — дворник
- Р. Сурский
- В. Смирнов
- Р. Суховерко — Кочин, полномочный представитель
- Данута Столярская — актриса
- Аркадий Трусов — старый капитан (озвучивает Иван Рыжов)
- Е. Шпак
- Георгий Штиль — грабитель (озвучивает Вадим Захарченко)
- Фёдор Хвощевский — клоун
- Аркадий Толбузин — кинорежиссёр
- Андрей Юренев — Струнников
- Борис Юрченко — отец Николай

Артисты Госцирка и Народного цирка г. Вологды.

### Нет в титрах
- Сергей Карнович-Валуа — аукционист
- Николай Погодин — красноармеец с гармошкой
- Артём Карапетян — голос за кадром
- Эльмира Жерздева — вокал, ария

## Съёмочная группа
- авторы сценария: Авенир Зак, Исай Кузнецов
- режиссёр-постановщик — Владимир Бычков
- операторы: Борис Монастырский, Юрий Малиновский, Александр Филатов
- художники-постановщики — Николай Емельянов, Дмитрий Богородский
- композитор — Евгений Крылатов
- авторы песен: Белла Ахмадулина, Юрий Энтин

## Музыка в фильме
- Песня «Песенка о шпаге», музыка Е. Крылатова на стихи Ю. Энтина в исполнении Андрея Миронова.
- Романс «Что будет, то и будет», музыка Е. Крылатова на слова Беллы Ахмадулиной в исполнении Андрея Миронова.
- Ария в исполнении Эльмиры Жерздевой.
- «Увертюра», музыка Е. Крылатова.

## Документалистика
- «Достояние республики»: Бродяга и задира, я обошёл полмира. Документальный фильм. Автор и ведущий — Александр Казакевич. ООО «Студия „Неофит“» по заказу ВГТРК. 2020 г. 18 июня 2020.  40 мин. Россия—Культура.